# Etapocanga
Etapocanga is een geslacht van kevers uit de familie bladkevers (Chrysomelidae).
De wetenschappelijke naam van het geslacht werd in 1994 gepubliceerd door Duckett.

## Soorten
- Etapocanga consejera Duckett, 1994
- Etapocanga pysuna Duckett, 1994